# Stegonia
Stegonia là một chi rêu trong họ Pottiaceae.